# Хртек, Йиндржих
Йиндржих Хртек (чеш. Jindřich Chrtek, 12 октября 1930 — 18 февраля 2008) — чешский ботаник.

## Биография
Йиндржих Хртек родился 12 октября 1930 года. 
Хртек составил выпуски флоры Ирана по Франкениевым (1972), Крапивным (1974), Никтагиновым (1976) и Истодовым (1977). Он внёс значительный вклад в ботанику, описав множество видов растений.
Йиндржих Хртек умер в Нимбурке 18 февраля 2008 года.   

## Научная деятельность
Йиндржих Хртек специализировался на семенных растениях. 

## Некоторые публикации
- Jindřich Chrtek, Zdeňka Slaviková. 1977. A new subspecies of Cyperus papyrus from Egypt. 3 pp.
- Jindřich Chrtek, Jana Osbornová. 1995. Cenchrus ciliaris and C. pennisetiformis in Egypt and adjacent regions. 16 pp.
- Jindřich Chrtek, Zdeněk Pouzar. 1962. A contribution to the taxonomy of some European species of the genus Antennaria Gaertn. 32 pp.